# Virginia Slims of Kansas 1987
Virginia Slims of Kansas 1987 — жіночий тенісний турнір, що проходив на закритих кортах з твердим покриттям Kansas Coliseum у Вічиті (США). Належав до турнірів категорії 1+ в рамках Туру WTA 1987. Відбувсь усьоме і тривав з 2 до 28 лютого 1987 року. Перша сіяна Барбара Поттер здобула титул в одиночному розряді й отримала за це 15 тис. доларів США, а також 190 рейтингових очок.

## Фінальна частина

### Одиночний розряд
Барбара Поттер —  Лариса Савченко 7–6(8–6), 7–6(7–5)
- Для Поттер це був 1-й титул в одиночному розряді за сезон і 5-й — за кар'єру.

### Парний розряд
Пархоменко Світлана Германівна /  Лариса Савченко —  Барбара Поттер /  Венді Вайт 6–2, 6–4